# 笠仲守
笠 仲守（かさ の なかもり）は、平安時代初期の貴族。官位は従四位下・左中弁。

## 経歴
弘仁11年（820年）従五位下に叙爵。その後も、弘仁14年（823年）従五位上、天長5年（828年）正五位下、天長7年（830年）従四位下と、嵯峨朝後半から淳和朝にかけて順調に昇進した。またこの間、左衛門権佐・左少弁を務めている。
仁明朝に入り左中弁を務めていたが、承和元年（834年）に遣唐使の派遣が決まると、右少弁・伴成益と共に遣唐装束司に任ぜられている。
承和2年（835年）12月4日卒去。最終官位は左中弁従四位下。

## 官歴
『六国史』による。
- 時期不詳：正六位上
- 弘仁11年（820年） 正月7日：従五位下
- 弘仁14年（823年） 4月27日：従五位上
- 天長元年（824年） 日付不詳：左衛門権佐[1]
- 天長4年（827年） 5月14日：見左少弁左衛門権佐[2]
- 天長5年（828年） 正月7日：正五位下
- 天長7年（830年） 正月7日：従四位下
- 時期不詳：左中弁
- 承和元年（834年） 2月2日：遣唐装束司
- 承和2年（835年） 12月4日：卒去（左中弁従四位下）